# Australaena
Australaena là một chi nhện trong họ Anyphaenidae.